# Michal Necpál
Michal Necpál (* 12. března 1987) je český tanečník, trenér tance, choreograf a herec.

## Život
Michal Necpál se závodně věnoval společenskému tanci 17 let, stal se několikanásobným vicemistrem na mistrovství ČR, zúčastnil se také mistrovství světa, kde reprezentoval Česko. Po ukončení závodní kariéry se nadále věnuje tanci, především jako choreograf a trenér.
Několikrát se účastnil televizní soutěže StarDance …když hvězdy tančí. Ve třetí řadě pořadu roku 2008 tancoval s modelkou Janou Doleželovou a umístili se na pátém místě. Se zpěvačkou Leonou Machálkovou skončil v sedmé řadě na šesté pozici. V osmé řadě v roce 2016 se soutěže zúčastnil s herečkou Miluší Bittnerovou, umístili se až na poslední desáté příčce. S herečkou Veronikou Arichtevou se v deváté řadě v roce 2018 umístil na čtvrté, dosud nejlepší, pozici. V roce 2021 v jedenácté řadě tancoval s tenistkou Andreou Sestini Hlaváčkovou. Ve třech dílech za něj zaskakoval jeho bratr Jakub Necpál. Trio se umístilo na šestém místě.
Kromě tance se Necpál zabývá také herectvím. Vystudoval vysokou školu činoherního herectví na DAMU a působil v několika divadlech. Hrál také v několika epizodách seriálu Vyprávěj.